# Heteractaea ceratopus
Heteractaea ceratopus är en kräftdjursart som först beskrevs av William Stimpson 1860.  Heteractaea ceratopus ingår i släktet Heteractaea och familjen Xanthidae. Inga underarter finns listade i Catalogue of Life.